# Piet Dickentman
Pieter Casper Johan Dickentman (conocido como Piet Dickentman; Ámsterdam, 4 de enero de 1879-Ámsterdam, 7 de octubre de 1950) fue un deportista neerlandés que compitió en ciclismo en la modalidad de pista. Ganó tres medallas en el Campeonato Mundial de Ciclismo en Pista entre los años 1901 y 1905.

## Medallero internacional
| Campeonato Mundial | Campeonato Mundial     | Campeonato Mundial | Campeonato Mundial |
| Año                | Lugar                  | Medalla            | Competición        |
| ------------------ | ---------------------- | ------------------ | ------------------ |
| 1901               | Berlín (Alemania)      | Medalla de plata   | Medio fondo (P)    |
| 1903               | Copenhague (Dinamarca) | Medalla de oro     | Medio fondo (P)    |
| 1905               | Amberes (Bélgica)      | Medalla de bronce  | Medio fondo (P)    |